# Hamirpur (Himachal Pradesh)
Hamirpur est une ville indienne située dans le district de Hamirpur dans l’État de l'Himachal Pradesh. En 2011, sa population était de 17 604 habitants.

## Source de la traduction
- (en) Cet article est partiellement ou en totalité issu de l’article de Wikipédia en anglais intitulé « Hamirpur, Himachal Pradesh » (voir la liste des auteurs).